# Campeonato Mundial Femenino de Balonmano de 1993
El XI Campeonato Mundial de Balonmano Femenino se celebró en Noruega entre el 24 de noviembre y el 5 de diciembre de 1993, bajo la organización de la Federación Internacional de Balonmano (IHF) y la Federación Noruega de Balonmano.
Cabe destacar que la República Checa y Eslovaquia, a pesar de haberse constituido como estados independientes desde el 1 de enero de 1993, participaron en este torneo de manera conjunta bajo el nombre de Unión de las Repúblicas Checa y Eslovaca; el código que le otorgó la IHF a esta unión fue el de UCS (Union of the Czech Republic and Slovakia).

## Equipos participantes
| Grupo A | Grupo B       | Grupo C  | Grupo D        |
| ------- | ------------- | -------- | -------------- |
| España  | Corea del Sur | Alemania | Austria        |
| Hungría | Dinamarca     | Angola   | Checoslovaquia |
| Noruega | Lituania      | Rumania  | China          |
| Polonia | Rusia         | Suecia   | Estados Unidos |

## Primera fase

### Grupo A
| Equipo  | J | G | E | P | G+ | G- | DG  | PTS |
| ------- | - | - | - | - | -- | -- | --- | --- |
| Noruega | 3 | 3 | 0 | 0 | 61 | 47 | +14 | 6   |
| Hungría | 3 | 1 | 1 | 1 | 62 | 56 | +6  | 3   |
| Polonia | 3 | 1 | 1 | 1 | 61 | 67 | -6  | 3   |
| España  | 3 | 0 | 0 | 3 | 38 | 62 | -24 | 0   |

### Grupo B
| Equipo        | J | G | E | P | G+ | G- | DG  | PTS |
| ------------- | - | - | - | - | -- | -- | --- | --- |
| Dinamarca     | 3 | 3 | 0 | 0 | 78 | 69 | +9  | 6   |
| Rusia         | 3 | 2 | 0 | 1 | 75 | 68 | +7  | 4   |
| Corea del Sur | 3 | 1 | 0 | 2 | 76 | 81 | -5  | 2   |
| Lituania      | 3 | 0 | 0 | 3 | 66 | 77 | -11 | 0   |

### Grupo C
| Equipo   | J | G | E | P | G+ | G- | DG  | PTS |
| -------- | - | - | - | - | -- | -- | --- | --- |
| Suecia   | 3 | 2 | 0 | 1 | 61 | 53 | +8  | 4   |
| Rumania  | 3 | 2 | 0 | 1 | 67 | 57 | +10 | 4   |
| Alemania | 3 | 2 | 0 | 1 | 68 | 47 | +21 | 4   |
| Angola   | 3 | 0 | 0 | 3 | 43 | 82 | -39 | 0   |

### Grupo D
| Equipo         | J | G | E | P | G+ | G- | DG  | PTS |
| -------------- | - | - | - | - | -- | -- | --- | --- |
| Checoslovaquia | 3 | 3 | 0 | 0 | 65 | 53 | +12 | 6   |
| Austria        | 3 | 2 | 0 | 1 | 63 | 48 | +15 | 4   |
| Estados Unidos | 3 | 1 | 0 | 2 | 58 | 76 | -18 | 2   |
| China          | 3 | 0 | 0 | 3 | 67 | 76 | -9  | 0   |

## Segunda fase

### Grupo I
| Equipo        | J | G | E | P | G+  | G-  | DG  | PTS |
| ------------- | - | - | - | - | --- | --- | --- | --- |
| Dinamarca     | 5 | 4 | 0 | 1 | 143 | 122 | +21 | 8   |
| Noruega       | 5 | 4 | 0 | 1 | 104 | 91  | +13 | 8   |
| Rusia         | 5 | 2 | 1 | 2 | 113 | 109 | +4  | 5   |
| Hungría       | 5 | 2 | 0 | 3 | 120 | 135 | -15 | 4   |
| Polonia       | 5 | 1 | 1 | 3 | 117 | 136 | -19 | 3   |
| Corea del Sur | 5 | 1 | 0 | 4 | 136 | 140 | -4  | 2   |

### Grupo II
| Equipo         | J | G | E | P | G+  | G-  | DG  | PTS |
| -------------- | - | - | - | - | --- | --- | --- | --- |
| Alemania       | 5 | 4 | 0 | 1 | 109 | 82  | +27 | 8   |
| Rumania        | 5 | 3 | 0 | 2 | 111 | 93  | +18 | 6   |
| Suecia         | 5 | 3 | 0 | 2 | 95  | 80  | +15 | 6   |
| Austria        | 5 | 3 | 0 | 2 | 83  | 78  | +5  | 6   |
| Checoslovaquia | 5 | 2 | 0 | 3 | 99  | 99  | 0   | 4   |
| Estados Unidos | 5 | 0 | 0 | 5 | 69  | 134 | -65 | 0   |

### Fase final

#### 3º / 4º puesto
| Fecha          | Partido | Partido | Partido | Resultado |
| -------------- | ------- | ------- | ------- | --------- |
| 05 / 12 / 1993 | Noruega | -       | Rumania | 20 - 19   |

#### Final
| Fecha          | Partido   | Partido | Partido  | Resultado |
| -------------- | --------- | ------- | -------- | --------- |
| 05 / 12 / 1993 | Dinamarca | -       | Alemania | 21 - 22   |

## Medallero
|          |           |         |
| Alemania | Dinamarca | Noruega |

## Estadísticas

### Clasificación general
| 1. Alemania        |
| 2. Dinamarca       |
| 3. Noruega         |
| 4. Rumania         |
| 5. Rusia           |
| 6. Suecia          |
| 7. Hungría         |
| 8. Austria         |
| 9. Checoslovaquia  |
| 10. Polonia        |
| 11. Corea del Sur  |
| 12. Estados Unidos |
| 13. Lituania       |
| 14. China          |
| 15. España         |
| 16. Angola         |